# Breisach am Rhein

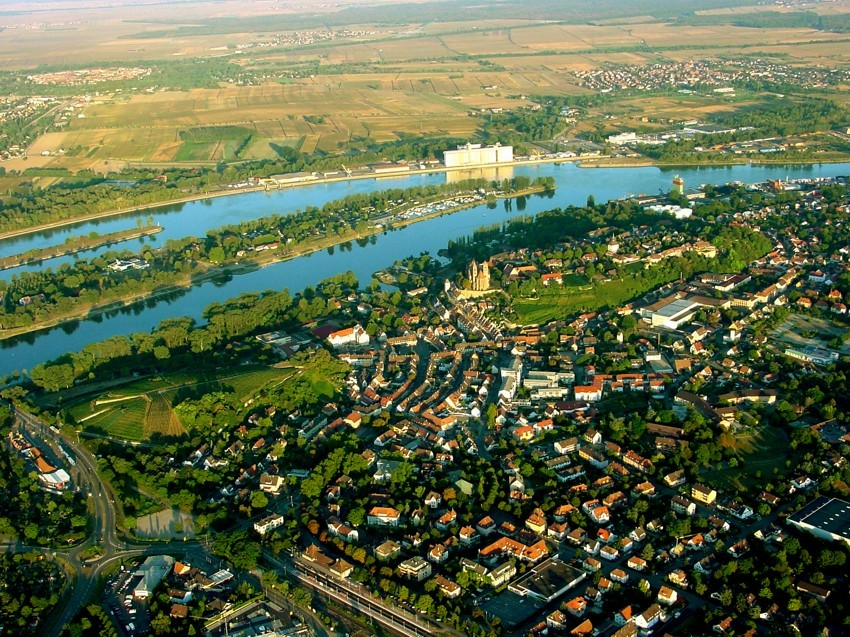
Luchtfoto van Breisach en de Rijn (2003)

Breisach am Rhein is een stad in de Duitse deelstaat Baden-Württemberg, gelegen in het Landkreis Breisgau-Hochschwarzwald. De stad telt 15.439 inwoners.
De stad vormde ooit het centrum van de Breisgau, die later opging in het hertogdom Württemberg.
Koning Lodewijk XIV van Frankrijk veroverde de streek en liet de stad vanaf 1664 versterken door Vauban. Op een eiland in de Rijn liet hij een nieuwe stad bouwen en op de linkeroever van de rivier werd het Fort Mortier gebouwd. Door de Vrede van Rijswijk (1697) moest Frankrijk zijn bezittingen aan de overkant van de Rijn afstaan. De nieuwe stad op het riviereiland werd afgebroken en op de linkeroever werd in recordtijd tussen 1698 en 1702 de vestingstad Neuf-Brisach gebouwd.

## Geografie
Breisach am Rhein heeft een oppervlakte van 54,58 km² en ligt in het zuidwesten van Duitsland.
Breisach am Rhein ligt op de rechteroever van de Rijn. Aan de overkant van deze rivier, in Frankrijk, ligt Neuf-Brisach. Beide plaatsen zijn door een brug met elkaar verbonden. De stad heeft een treinverbinding met Freiburg im Breisgau.

## Geboren
- Oliver Baumann (1990), voetballer